# Male Loče
Male Loče este o localitate din comuna Ilirska Bistrica, Slovenia, cu o populație de 39 de locuitori.